# Isaac Leon Kandel
Isaac Leon Kandel (ur. 22 stycznia 1881 w Botoszanach, zm. 14 czerwca 1965 w Genewie) – amerykański pedagog, komparatysta, jeden z pionierów pedagogiki porównawczej.
Studiował w Manchesterze, Nowym Jorku i na Uniwersytecie Friedricha Schillera w Jenie. Był profesorem pedagogiki w Teachers College Columbia University w Nowym Jorku. Krytykował progresywizm pedagogiczny.

## Ważniejsze prace
- 1930: History of Secondary Education
- 1933: Comparative Education
- 1938: Conflicting Theory of Education
- 1957: American Education in the 20th Century

Źródło:.